# Востокмашзавод
«Востокмашзавод» (Восточно-Казахстанский машиностроительный завод; каз. Шығысмашзауыт) — машиностроительный завод в городе Усть-Каменогорск (Казахстан). Выпускает подземное самоходное горное и обогатительное оборудование, флотационные машины, ведущие колёса к тракторам, грануляторы для изготовления кормовых гранул, сетчатые полы для птицефабрик, а также товары народного потребления (детские велосипеды, карнизы оконные и другие). Основан в 1958 году как Усть-Каменогорский машиностроительный завод, современное название с 1961 года.

## История
Завод был основан в 1958 году в Усть-Каменогорске, как завод для производства машин и оборудования горнодобывающей промышленности. С начала своей истории, завод занимался производством различных типов оборудования, такие как ковши и ковшовые колеса для экскаваторов, дробильные и сортировочные машины, дробилки и мельницы, а также гидравлические прессы и другие машины.
С начала 60-х годов, данный завод начал производство машин для обработки древесины, таких как ленточнопильные станки, рейсмусовые станки и шлифовальные станки. Кроме того, завод стал заниматься производством оборудования для нефтяной и газовой промышленности, такого как насосы и компрессоры. 
В 1970 году, Востокмашзавод стал экспортировать свою продукцию за границей Казахстана, в США, в Германию, Францию и в другие страны. Спустя 10 лет, в 80-е года, Востокмашзавод стал одним из крупных предприятий в СССР, которые произвели около 300 видов оборудования.
В 90-е годы, когда распался СССР, образовались трудности, связанные с экономикой, но это не помешало продолжать деятельность завода. В наши дни, завод производит оборудование для горнодобывающей, нефтяной, газовой и лесоперерабатывающей отраслей.
Уже в 2017 году, Востокмашзавод был приобретен группой компании под руководством местного бизнесмена